# Bosc de Sant Corneli
El Bosc de Sant Corneli és un bosc del Pallars Jussà situat en el terme municipal de Conca de Dalt, dins del territori de l'antic terme d'Aramunt, al Pallars Jussà.
Està situat al vessant septentrional de la muntanya de Sant Corneli, amb el límit oriental, aproximadament, al sud del poble de Pessonada i l'occidental a la carena que davalla cap al pantà de Sant Antoni. Era el tros de bosc que antigament pertanyia al terme d'Aramunt, actualment integrat en el de Conca de Dalt.
La seva continuïtat pel costat de llevant és el Bosc de Pessonada.